# Juan Carlos Pérez Frías
Juan Carlos Pérez Frías (nascut el 27 de juliol de 1956), conegut com a Juan Carlos, és un antic futbolista professional espanyol que va jugar com a migcampista.

## Primers anys
Nascut a Madrid fill de l'empleat d'hotel Pedro Pérez i la seva dona Isabel Frías, Juan Carlos i els seus deu germans (finalment la parella va tenir 12 fills) es van traslladar amb la família a Màlaga als 14 anys.

## Trajectòria del club
Nacho va jugar al CD Màlaga durant nou temporades professionals, aconseguint ascensos a la Lliga el 1979 i el 1982. Va debutar a la competició el 26 de març de 1977 en una derrota per 1-2 fora de casa contra l'RC Celta de Vigo, i va marcar el seu primer gol el cap de setmana següent per ajudar els amfitrions a derrotar la Reial Societat pel mateix marcador.
Després d'haver descendit al final de la campanya 1984–85, Juan Carlos, de 29 anys, va abandonar l'Estadi de La Rosaleda. Després de retirar-se, va treballar amb el seu germà com a metge del club.

## Vida personal
El germà i el nebot de Juan Carlos, respectivament José Ignacio i Ignacio, també eren futbolistes. Ells també van jugar al Màlaga.